# Guantingreservoaren
Guantingreservoaren eller Guanting Shuiku (kinesiska: 官厅水库) är en reservoar i Kina.   Den ligger i provinsen Hebei, i den nordöstra delen av landet, 80 km nordväst om huvudstaden Peking. Guantingreservoaren ligger 473 meter över havet. Arean är 91 kvadratkilometer. Trakten runt Guantingreservoaren består i huvudsak av gräsmarker. Den sträcker sig 26,0 kilometer i nord-sydlig riktning, och 27,2 kilometer i öst-västlig riktning.
Yongdingfloden passerar genom Guantingreservoarens sydvästra del och Guishuifloden ansluter i nordost.